# Віртуальний музей
Віртуа́льний музе́й — музей, що існує у глобальній інформаційно-комунікаційній мережі інтернет завдяки об'єднанню інформаційних і творчих ресурсів для створення принципово нових віртуальних продуктів: віртуальних виставок, колекцій, віртуальних версій неіснуючих об'єктів та ін.
Склалися три види віртуальних музеїв:
- віртуальні експозиційні галереї чи окремі тематичні виставки, що є цифровими аналогами реальних експозиційних залів, колекцій та виставок відповідного музею (вони репрезентовані на вебсайті цього музею);
- віртуальні музеї «другого покоління», створені шляхом суміщення масштабних міжмузейних колекцій та експозиційних галерей; такі музеї поєднують у собі цифрові зображення реальних пам'яток, що зберігаються й експонуються у сотнях різних музеїв, розкиданих по всьому світу;
- музеї віртуального мистецтва (net-art).

Net-art — це комп'ютерне мистецтво, його твори створені в Інтернеті спеціально для користувачів інтернету. За своєю суттю, net-art-творіння — це сукупність візуальних та акустичних образів, анімації, тексту, графіки, алгоритмізованої естетичної взаємодії різного роду додатків і програм, що втілюють авторський задум.